# Awami-Liga
Die Awami-Liga (Awami League; bengalisch আওয়ামী লীগ Āoẏāmī Līg; deutsch Volksbund) ist eine Partei im früheren Ostpakistan und heutigen Bangladesch.
Ihr Gründer Mujibur Rahman führte das Land in die Unabhängigkeit von Pakistan (1971). Die Partei regierte das Land anschließend autoritär, bis es 1975 zu einem Militärputsch und der Absetzung der Awami-Liga-Regierung kam. Nach Ende der Militärherrschaft gab es weitere Regierungen unter Führung der Awami-Liga in den Jahren 1996 bis 2001 und erneut von 2009 bis 2024, jeweils unter Rahmans Tochter Hasina Wajed. Unter ihrer letzten Regierung 2009 bis 2024 stagnierte die seit jeher instabile Situation bezüglich Demokratie und Menschenrechten in Bangladesch. Daher kam es 2024 zur pro-demokratischen Julirevolution, den die Awami-Regierung gewaltsam niederzuschlagen versuchte und dabei im sogenannten „Julimassaker“ über 1.000 junge Demonstrierende tötete. Die Revolution war allerdings erfolgreich und sorgte für den Sturz der Regierung und somit das Ende der Herrschaft der Awami-Liga. Die Teilnahme an der nächsten Parlamentswahl Ende 2025 oder Anfang 2026 wurde ihr von der Wahlkommission verwehrt.
Die Awami-Liga sieht sich selbst als eine Mitte-links-Partei. Sie ist offiziell sozialdemokratisch und säkular.

## Geschichte
Die Amawi-Liga wurde 1949 von Scheich Mujibur Rahman ins Leben gerufen und setzte sich für Autonomie und Unabhängigkeit Ostpakistans ein. 1954 verlor die bis dahin in Pakistan regierende Muslimliga bei den Regionalwahlen in Ostpakistan gegen die oppositionelle Awami-Liga, die im Bündnis „United Front“ zusammen mit der Krishak-Sramik-Partei angetreten war. Im Februar 1966 legte Mujibur Rahman ein Sechs-Punkte-Programm vor, das eine Föderation auf Basis der Lahore-Resolution von 1940 vorsah. Die Zentralregierung betrachtete das Programm als Plan zur Teilung Pakistans. Mujibur wurde 1968 verhaftet, angeklagt und freigesprochen; die Anklage löste im Dezember 1968 gewalttätige Unruhen in Ostpakistan aus. Es kam letztlich zu einem Sezessionskrieg in Bangladesch (damals Ostpakistan), dem Bangladesch-Krieg, der nach dem Eingreifen Indiens 1971 mit der Niederlage (West-)Pakistans endete. Scheich Mujibur Rahman wurde erster Premierminister des Landes von 1972 bis zu seinem Sturz 1975. Am Ende der Zeit (1975) wurde die Awami-Liga zu einer Einheitspartei, und das Regime nahm diktatorische Züge an.
Von 1996 bis 2001 war Hasina Wajed, eine Tochter Mujibur Rahmans, Premierministerin von Bangladesch. 2004 bis 2006 wurden auf führende Awami-Mitglieder immer wieder Anschläge verübt; es kam auch vor, dass sie von der Polizei krankenhausreif geprügelt wurden. Nach mehrjährigem Boykott kehrte die Partei 2006 ins Parlament zurück. Dies lag vor allem an einer Klausel der Verfassung, die besagt, dass eine Mindestanwesenheit im Parlament notwendig ist, um in den Genuss der Vorteile zu kommen, die Parlamentariern zustehen.
Die Wahlen in Bangladesch 2008, 2014, 2018 und 2024 wurden von der Awami-Liga gewonnen und sie regierte somit seit dem 6. Januar 2009 bis zum 5. August 2024 durchgehend unter Hasina Wajed, die zum zweiten Mal und durchgehend Premierministerin war. Unter dieser letzten Regierung stagnierte die seit jeher instabile Situation bezüglich Demokratie und Menschenrechten in Bangladesch. Daher kam es 2024 zur pro-demokratischen Julirevolution, den die Awami-Regierung gewaltsam niederzuschlagen versuchte und dabei im sogenannten „Julimassaker“ über 1.000 junge Demonstrierende tötete. Die Revolution war allerdings erfolgreich und sorgte für den Sturz der Regierung und somit das Ende der Herrschaft der Awami-Liga.
Im Vorfeld der nationalen Parlamentswahlen im Dezember 2025 oder Juni 2026 entzog die Wahlkommission der Awami-Liga im Mai 2025 die Registrierung. Die Entscheidung erfolgte wenige Tage, nachdem die von Friedensnobelpreisträger Muhammad Yunus geführte Übergangsregierung der Awami-Liga bereits alle Aktivitäten untersagt hatte. Die Regierung stützte sich dabei auf ein Anti-Terror-Gesetz und verwies auf ein Verfahren gegen die Awami-Liga und deren Führung.